# I-178
I-178 — підводний човен Імперського флоту Японії, який брав участь у бойових діях Другої світової війни.

## Початок історії корабля
Човен, який належав до типу KD7, спорудили у 1942 році на корабельні компанії Mitsubishi в Кобе.
По завершенні І-178 включили для проведення тренувань до ескадри підводних човнів Куре, а наприкінці лютого 1943-го підпорядкували 22-й дивізії підводних човнів, яка призначалась для базування на атолі Трук у центральній частині Каролінських островів (тут ще до війни створили потужну базу японського ВМФ, з якої до лютого 1944-го провадились операції у цілому ряді архіпелагів). 30 травня — 7 квітня І-178 пройти з Куре на Трук.

## Перший похід
10 квітня 1943-го І-178 вирушив для бойового патрулювання біля східного узбережжя Австралії. 27 квітня в районі за дві сотні кілометрів на північний схід від Сіднею човен потопив вантажне судно типу «Ліберті» Lydia M. Childs (7176 GRT), яке прямувало на Близький Схід з вантажем танків. Годиною пізніше патрульний літаючий човен «Каталіна» виявив у районі субмарину, проте не міг скинути бомби через технічні проблеми.
18 травня 1943-го І-178 повернувся на Трук.

## Другий похід
4 червня 1943-го човен вирушив у другий похід до східного узбережжя Австралії. 17 червня за сотню кілометрів на південний схід від Коффс-Гарбора (між Сіднеєм та Брисбеном) австралійський патрульний літак здійснив кілька атак на субмарину в надводному положенні. Наступної доби в районі Намбукка-Хедс (кілька десятків кілометрів на південь від Кофс-Гарбор) виявили сліди нафти, ймовірно, від І-178. Більше цей човен не виходив на зв'язок та загинув зі всім екіпажем із 89 осіб.

## Бойовий рахунок
| Дата       | Назва           | Тип      | Тоннаж | Місце            |
| 27.04.1943 | Lydia M. Childs | вантажне | 7176   | 33°08'S 153°24'E |